# 小林陽太郎
小林 陽太郎（こばやし ようたろう、1933年（昭和8年）4月25日 - 2015年（平成27年）9月5日）は、日本の実業家。経済同友会終身幹事（元代表幹事）。富士ゼロックス（現:富士フイルムビジネスイノベーション）元代表取締役会長。日本電信電話取締役。国際大学理事長。慶應義塾評議員会・理事。

## 略歴
ロンドンでのちに富士写真フイルム第3代社長兼富士ゼロックス初代社長となった小林節太郎の子として生まれる。
慶應義塾幼稚舎、慶應義塾普通部、慶應義塾高等学校から1956年（昭和31年）慶應義塾大学経済学部卒業、1958年（昭和33年）ペンシルベニア大学ウォートン・スクール修了(MBA)。
1958年（昭和33年）に富士写真フイルム（現・富士フイルムホールディングス）に入社、1963年（昭和38年）に富士ゼロックス（現:富士フイルムビジネスイノベーション）に転じ、1968年（昭和43年）に取締役。
副社長を経て、1978年（昭和53年）に吉村寿雄の後任として社長就任。1992年（平成4年）に会長に就任。2006年（平成18年）から2009年（平成21年）まで相談役最高顧問。2000年（平成12年）、西安交通大学より名誉博士号を授与された。
2015年（平成27年）9月5日死去。82歳没。

## 家族・親族
- 父親の小林節太郎(1899-1977)は兵庫県出身の実業家で、富士写真フイルム第3代社長（のち会長）、富士ゼロックス初代社長[4][2]。関西学院高商部卒業後、岩井商店に入社し、ロンドン支店で当時市場を制覇していた大日本セルロイド商品の販売を担当、1934年に同社から分離した富士写真フイルムに移り、同社をコダックなどと肩を並べる世界的なフイルムメーカーに発展させた[4]。
- 妻は商法学者で元法務大臣・松本烝治の孫娘[2]。聖心女子大学卒。姉に島多代。
- 弟はプラスチック材卸売業「アトラス」社長の小林圭二郎。
- 妹は元帝国ホテル社長・犬丸一郎に嫁いだ[2]。
- 相婿に島隆 (鉄道技術者) 、山下洋二郎（山下太郎 (山下汽船)二男）、三田正樹（三田義正孫）[5][6]。

## エピソード
学生時代、東宝の映画俳優になるように有馬稲子に勧められたが、父が断った。

### 伝記・研究
- 樺島弘文 『小林陽太郎ー「性善説」の経営者』（プレジデント社、2012年 ISBN 978-4-8334-2006-8）